# Keith Fullerton Whitman
Keith Fullerton Whitman (ur. 29 maja 1973 w Sommerville) – amerykański muzyk elektroniczny,  inspirujący się zwłaszcza ambientem, krautrockiem i  drill’n’bassem (ostatni gatunek tworzy głównie pod pseudonimem Hrvatski). Wydaje pod wieloma pseudonimami od lat 90. Absolwent Berklee College of Music na wydziale muzyki komputerowej. Przy tworzeniu używa PowerBooków, ale też innych instrumentów, np. oud czy elektronicznie przetworzonej gitary.

## Dyskografia
Lista jest niekompletna, pełna dyskografia tutaj

### Jako Hrvatski
- Okapi Tracks (mp3.com, 1999)
- Oiseaux 96-98 (Reckankreuzungsklankewerkzeuge, 1999)
- Swarm and Dither (Planet Mu, 2002)
- Untitled 7" (Planet Mu, 2002)
- Irrevocably Overdriven Break Freakout Megamix (Entschuldigen, 2005)

### Jako Keith Fullerton Whitman
- 21:30 for Acoustic Guitar... CD (Apartment B, 2001)
- Playthroughs CD (Kranky, 2002)
- Dartmouth Street Underpass CD (Locust Music, 2003)
- Antithesis LP (Kranky, 2004)
- Schöner Flußengel LP (Kranky, 2004)
- Multiples CD (Kranky, 2005)
- Twenty Two Minutes for Electric Guitar CD (Entschuldigen, 2005)
- Yearlong CD (with Greg Davis) (Carpark, 2005)
- Lisbon CD (Live Oct. 4 2005 in Lisbon) (Kranky 2006)
- Taking Away Cass. (Digitalis Ltd. 2009)
- Generator Cass. (Root Strata 2011)

### Występy gościnne na kompilacjach
- "20041203.Wfmu" na Brainwaves (2006)